# سیمونه وردی
سیمونه وردی (ایتالیایی: Simone Verdi؛ زادهٔ ۱۲ ژوئیهٔ ۱۹۹۲) بازیکن فوتبال اهل ایتالیا است که برای باشگاه تورینو بازی می‌کند.